# Carrozzeria Italiana Cesare Sala
La Carrozzeria Italiana Cesare Sala è stata una carrozzeria automobilistica italiana attiva dal 1887 al 1933.

## Notizie storiche
L'attività della Carrozzeria Cesare Sala, ubicata a Milano con stabilimenti in Corso Sempione n. 45 e in Corso di Porta Nuova n. 34, cominciò inizialmente rivolta alla costruzione di carrozze con traino animale: si trattava quindi di un "carrozzaio", più che di una carrozzeria.

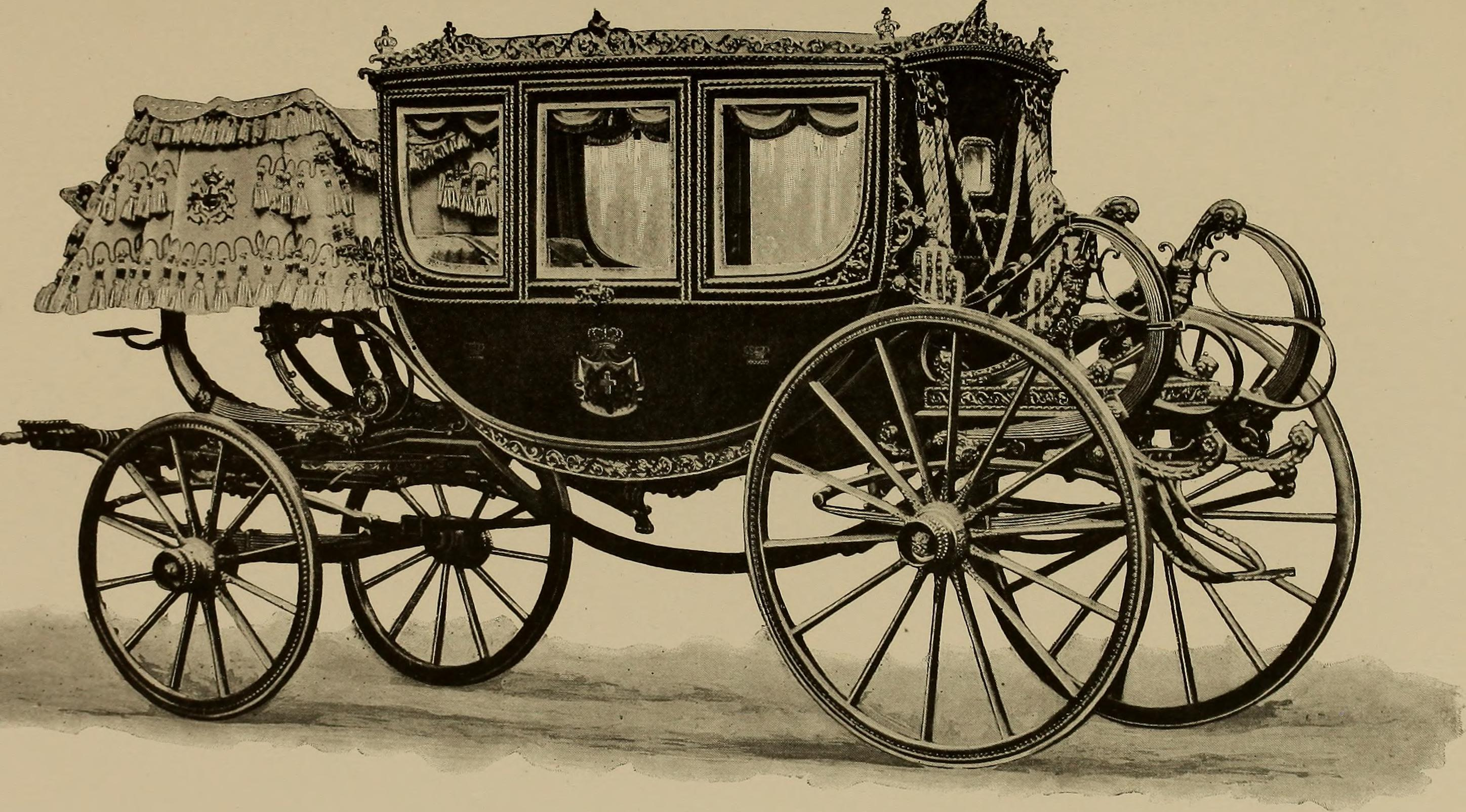
La carrozza di gala di Vittorio Emanuele II allestita dal Sala nel 1877

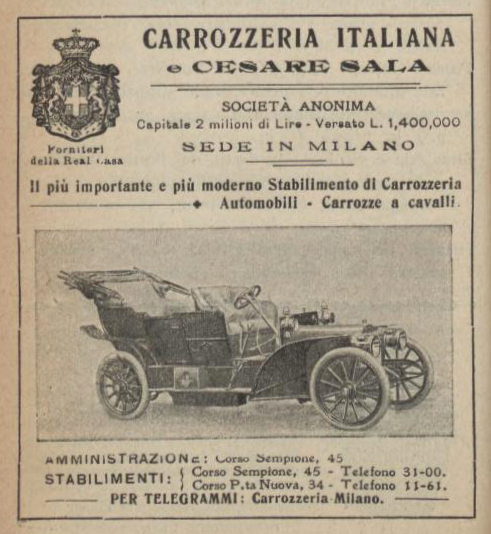
Inserzione pubblicitaria della Carrozzeria Cesare Sala, in occasione della Expo 1906 di Milano

Tra i suoi primi lavori inerenti a questo settore, si ricordano le carrozze per alcune personalità di spicco dell'aristocrazia austriaca e piemontese. Nel 1871 la Carrozzeria è presente alla Esposizionale industriale italiana tenuta a Milano con due carrozze, una allestita per il Principe di Napoli. Fra il 1873 e il 1877 Cesare Sala allestisce una grande carrozza di gala per il re vittorio Emanuele II. Nei primissimi anni del XX secolo, con la crescente affermazione e diffusione dell'automobile, l'azienda cominciò a dedicarsi alla costruzione di carrozzerie automobilistiche.
Ben presto divenne nota per le sue eleganti e prestigiose realizzazioni, che includevano capolavori di indiscusso valore. La "Cesare Sala" ha realizzato carrozzerie su autotelai Alfa Romeo, FIAT, Lancia, Isotta Fraschini ed Ansaldo. Nel 1907 la Carrozzeria risultava avere denominazione sociale Carrozzeria Italiana F. Cesare Sala Società anonima, fornitori della Real Casa, con capitale di 2 milioni di lire di cui 1 milione e 400 versati.
La carrozzeria Cesare Sala chiuse i battenti nel 1933.

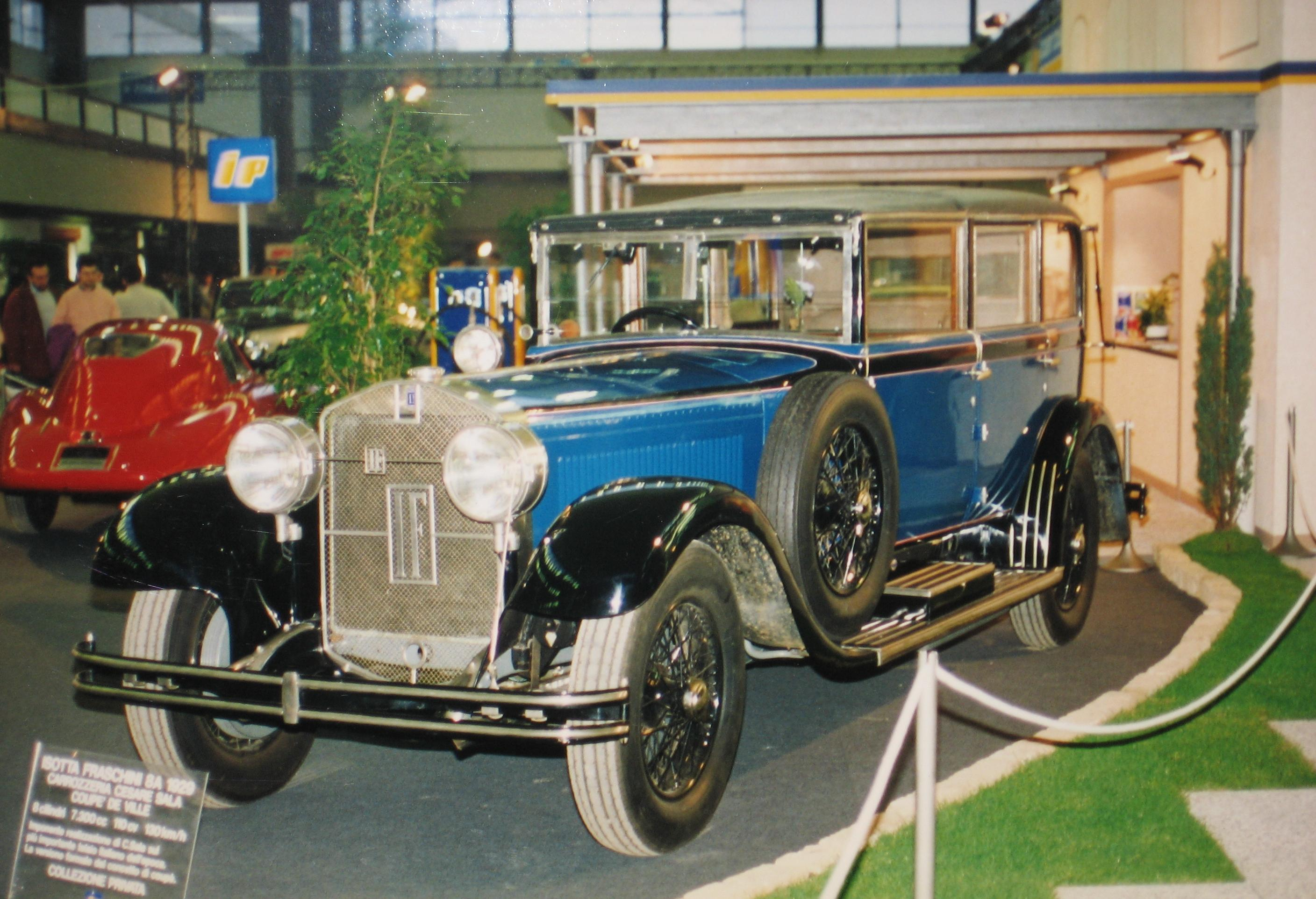
La Isotta Fraschini 8A del 1929, carrozzata coupé de ville dalla "Cesare Sala"